# Моретта
Моретта (итал. Moretta) — коммуна в Италии, располагается в регионе Пьемонт, в провинции Кунео.
Население составляет 4246 человек (2008 г.), плотность населения составляет 176 чел./км². Занимает площадь 24 км². Почтовый индекс — 12033. Телефонный код — 0172.
Покровителем коммуны почитается святой Иоанн Креститель, празднование 24 июня.

## Демография
Динамика населения:

## Администрация коммуны
- Официальный сайт: http://www.comune.moretta.cn.it/